# Simone Guiducci
Simone Guiducci (Torino, 24 maggio 1962) è un chitarrista e compositore italiano di musica jazz.

## Biografia
Dopo aver collaborato con Mauro Negri, Gianni Coscia, Enrico Rava e Paolo Fresu, a partire dalla metà degli anni novanta ha realizzato con il suo progetto di folk/jazz acustico Gramelot cinque uscite discografiche per l'etichetta World Felmay, collaborando con personaggi di primo piano del panorama jazzistico internazionale, fra cui Ralph Alessi, Don Byron, Erik Friedlander, Chris Speed, Maria Pia de Vito, Nicolas Simion, Eberhard Weber: Cantador (2000), disco del debutto a capo del quintetto stabile che comprendeva già il clarinettista Achille Succi, il fisarmonicista Fausto Beccalossi, il contrabbassista Salvatore Maiore e il batterista e percussionista Roberto Dani; Chorale (2002), in cui al Gramelot Ensemble si sono uniti il trombettista Ralph Alessi ed il violoncellista Erik Friedlander come guest; Dancin' Roots (2004), a cui ha preso parte il clarinettista Don Byron, Ralph Alessi ed il pianista Andy Milne, Storie di fiume (2006, ancora con il semplice quintetto, e That's All Folks (2011) ancora con il trombettista Ralph Alessi.
Le uscite discografiche di Guiducci sono state recensite sulle maggiori riviste del settore, tra cui le testate francesi JazzMan e JazzMagazine, la tedesca JazzPodium, la britannica JazzWise, la statunitense All About Jazz e l'italiana Musica Jazz.
Per un paio di anni Simone Guiducci ha collaborato con l'etichetta Abeat realizzando due incisioni: My Secret Love, nel 2002, al fianco di Ares Tavolazzi, Paolo Birro, Riccardo Biancoli e Javier Girotto, e nel 2003 Slang, al fianco del contrabbassista tedesco Eberhard Weber, degli statunitensi Kyle Gregory (tromba) e Matt Renzi (sax e clarinetto) e del batterista Stefano Bagnoli.
Nel campo teatrale Simone Guiducci ha curato musiche di scena per spettacoli rappresentati al fianco di artisti come Omero Antonutti, Oreste Castagna, Anna Maria Castelli, Mario Valdemarin e si è più volte esibito al fianco del Quartetto d'Archi de I Virtuosi Italiani.
Si è esibito, oltre che nei maggiori festival jazz italiani (con 6 partecipazioni al Clusone Jazz) in teatri e rassegne in giro per il mondo: Tokyo, Buenos Aires, Rio de Janeiro, Mosca, Kyoto, Montréal, Vancouver, Città del Messico, Sao Paulo, Caracas, Quito, Lima, Guatemala City, Stoccolma, Helsinki, Vilnius, Tallin, Amsterdam, Liegi, Lione, Vigo, Ankara, Istanbul, Brema, Berlino, Francoforte, Düsseldorf, Dublino, Nantes, Zagabria, Belgrado, Tirana, Haifa, Nazareth e altri luoghi ancora.
Nel 2010, a distanza di 9 anni dal cd Django's Jungles, produzione che vedeva la partecipazione del violinista Florin Niculescu e che venne segnalata dai critici francesi Francois Billard e Alain Antonietto nel loro volume enciclopedico Django, un Geant sur son Nuages, Guiducci ha realizzato un secondo omaggio alla musica di Django Reinhardt. Il disco, intitolato Django New Directions, vedeva nell'organico Mauro Ottolini a trombone, tuba e bombardino, Emanuele Parrini al violino, Achille Succi sax contralto, Zeno De Rossi batteria e Danilo Gallo contrabbasso. Il disco si è classificato al terzo posto assoluto fra i dischi italiani del 2010 nel referendum indetto fra i critici musicali dalla rivista Musica e dischi, oltre ad essere giudicato "disco del mese" a dicembre 2010 sulla rivista Musica Jazz.
Laureato in Filosofia all'Università di Bologna e Diplomato al Biennio Jazz del Conservatorio di Trento con una tesi su Django Reinhardt, Simone Guiducci è docente di Chitarra Jazz e Tecnica dell'Improvvisazione presso il Dipartimento Jazz dei Conservatori di Mantova, dopo aver insegnato nei Conservatori  di Adria, Bari, Brescia,Trento.

## Discografia
- 1994 - New Flamenco Sketches, LeParc (con Enrico Rava)
- 1995 - Gramelot, Esagono (con Gramelot Ensemble + Paolo Fresu e Mauro Negri)
- 1996 - Sciarivarì, Iktius (con Gramelot Ensemble + Francesco Bearzatti & Gianni Coscia)
- 1997 - Scherzi, Guizzi & Nuove danze, Iktius (con Gianni Coscia)
- 1998 - Trios, Velut Luna (con Mauro Negri)
- 2000 - Cantador, Felmay (con Simone Guiducci Gramelot Ensemble)
- 2001 - Django's Jungle, Splasch (con Florin Nicolescu, Gianni Coscia, Chris Speed, Kyle Gregory)
- 2002 - My Secret Love, Abeat (con Javier Girotto, Paolo Birro, Ares Tavolazzi, Riccardo Biancoli)
- 2002 - Chorale, Felmay (come Gramelot Ensemble, con Erik Friedlander, Ralph Alessi, Chris Speed, Maria Pia De Vito, Nicolas Simion)
- 2003 - Slang, Abeat (con Eberhard Weber, Kyle Gregory, Matt Renzi)
- 2004 - Dancin' Roots, Felmay (con Gramelot Ensemble, con Don Byron, Ralph Alessi & Andy Milne)
- 2006 - Storie di fiume, Felmay (con Simone Guiducci Gramelot Ensemble)
- 2010 - Django New Directions, TRJ Records (con Mauro Ottolini, Danilo Gallo, Zeno De Rossi, Emanuele Parrini, Achille Succi)
- 2011 - That's All Folks,  TRJ Records  (con Gramelot Ensemble + Ralph Alessi)